# VisiCalc
VisiCalc er et regnearksprogram som først blev udviklet til Apple II-computere i 1979. Det var en såkaldt killerapplikation og var som sådan med til at ændre Apple II's status fra et legetøj til en vigtigt værktøj i erhvervslivet. 
VisiCalc blev først distribueret af Personal Software Inc., senere af det amerikanske firma VisiCorp. Programmet blev senere udvidet med VisiWord og VisiBase. VisiCalc blev også udgivet til Atari- og Commodore-computere baseret på MOS Technology 6502-CPU'en ligesom Apple II. Mange danske firmaer har brugt VisiCalc på bl.a. Commodore-kontormaskiner. 
Da IBM lavede deres IBM PC med MS-DOS – måske inspireret af Apple II's og VisiCalcs succes i erhvervslivet – kom der også en pc-udgave af VisiCalc. Imidlertid blev Lotus 1-2-3 hurtigt det dominerende regneark til pc'en, og det begyndte at gå dårligere for VisiCorp som krakkede omkring 1984.
| Software | Spire Denne artikel om software og programmering er en spire som bør udbygges. Du er velkommen til at hjælpe Wikipedia ved at udvide den. |